# 九命人
九命人是漫画家姜振台创作的的臺灣漫画，姜振台笔名阿推，在复兴商工毕业后，进入《欢乐漫画半月刊》当美术编辑，他一边当编辑,一边创作九命人,于1985年推出。由原动力文化出版發行。主角的造型则来自作者第一本漫畫《太極符》的一個反派角色。新出版名字叫《九命人 NINE LIVES MAN》，而《九命人計畫》從 2018 年 9 月 9 日開始在東立電子書城連載，2019 年單行本出版。续作《久命人》，為和《超人巴力入》、《殺人免責權》、《承諾島》等中長篇作品共同分享的世界觀。该漫画为作者的出道漫画，在2020年最新作名为「9命人」，而作者在连载作品时，也一邊負責鄭問等漫畫家的作品，作者80年代時就曾經找其他漫畫家提議類似的合作計畫，但最後因為忙於各自的創作無法實現。